# 北平野村
北平野村（きたひらのむら）は、かつて岐阜県安八郡に存在した村である。
揖斐川西岸沿いの村であり、現在の安八郡神戸町北部と揖斐郡池田町南東部に該当する。
村名は、かつてこの地域が延暦寺の荘園「平野荘」の北部の地域であったことに由来する。
役場は田地区に存在した。

## 歴史
- 江戸時代末期、この地域は美濃国安八郡であり、大垣藩領、旗本領であった。
- 1897年（明治30年）4月1日 - 田村、横井村、安次村、丈六道村、白鳥村 が合併し発足。
- 1950年（昭和25年）4月1日 - 分割により、旧・白鳥村域は揖斐郡池田村[1]に、残部は安八郡神戸町に編入される。同日北平野村廃止。

## 教育
村単独の小学校中学校は無く、神戸町などと学校組合を設置していた。
- 神戸町北平野村組合立神戸小学校（所在地は神戸町神戸）
  - 白鳥地区の1・2年生は神戸小学校横井分校（所在地は神戸町横井）
- 安八郡学校組合立神戸中学校（所在地は神戸町末守）

## 名所など
- 夜叉堂（夜叉ヶ池伝説にまつわる）